# حرم

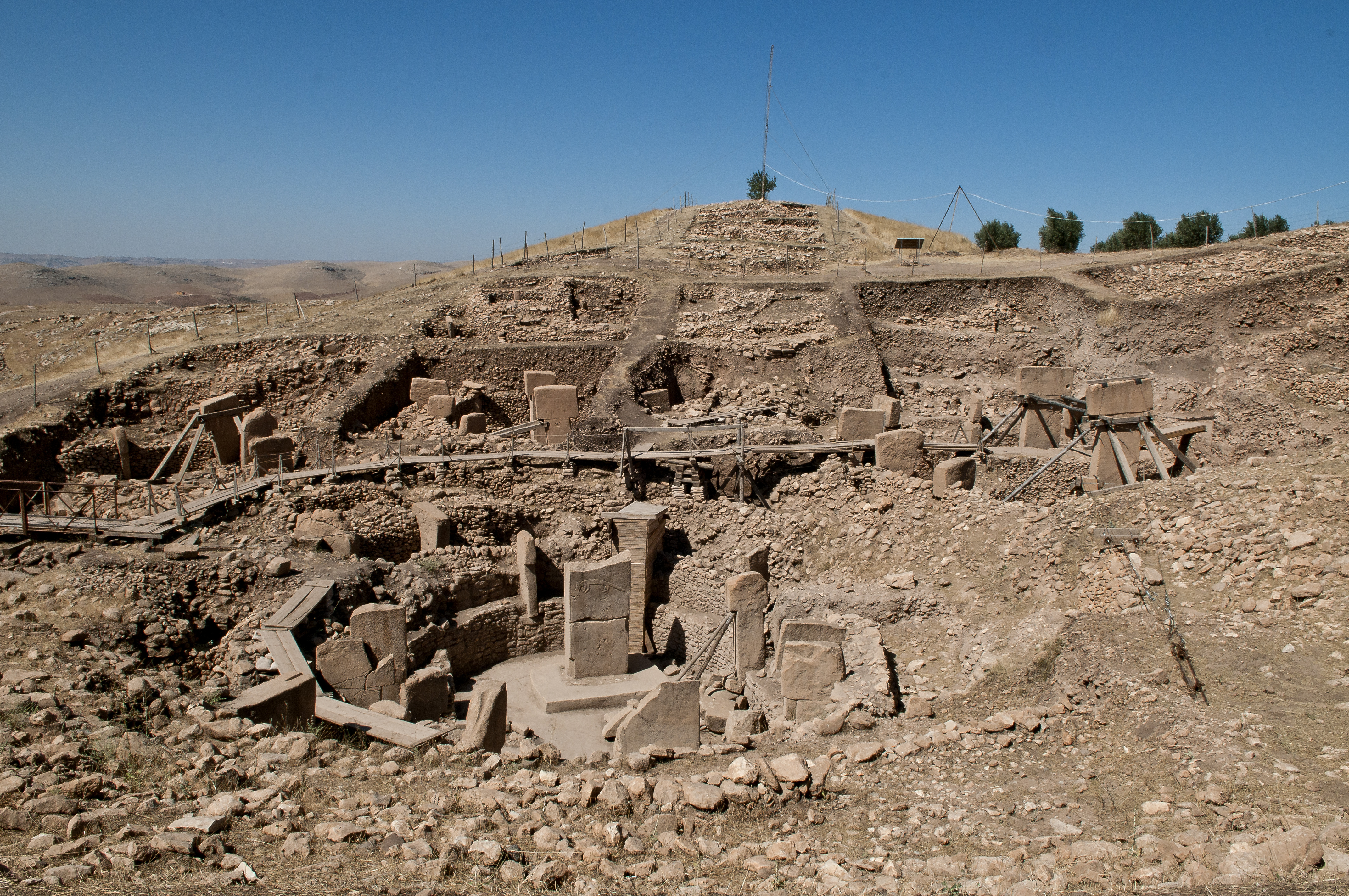
منشآت غوبكلي تبه. ربما اقدم حرم معروف

حرم ويجمع على أحرام، هو مكان أو بناء أو شيء ذا أهمية دينية مركزية. في الأديان، يتمتع الحرم بتبجيل وتقدير خاصين، يتم التعبير عنه في زيارة الموقع المقدس أو منعه أو حمايته.
بسبب العدد الكبير من الأماكن المقدسة، يشار أحيانًا إلى مدن بأكملها باسم المدينة المقدسة (اليونانية: هيرابوليس)، مثل روما أو القدس. تعتبر الأخيرة مدينة مقدسة لكل من اليهود والمسيحيين والمسلمين. في حالة فلسطين، يتحدث المرء أيضًا عن الأرض المقدسة.

## الأحرام في الأديان

### الديانات الإثنية
لا توجد عادة أحرام من صنع الإنسان في الأديان الإثنية. بدلاً من ذلك، تُقدس كأحرام المعالم الطبيعية مثل الجبال والأحراش والغابات و المسطحات المائية، وكذلك الينابيع الفردية أو الأشجار وتستخدم كأماكن للعبادة.

### العصر الحجري
بقي أحرام مميزة من العصر الحجري، والتي يمكن تخصيصها للثقافة المغليتية. ومن الأمثلة المعروفة على ذلك ستونهنج أو معابد مالطا.

### مصر القديمة
كانت الأهرامات أحرام مهمة في مصر القديمة لأنها لعبت دورًا رئيسيًا في عبادة الموت عند المصريين.

### ثقافة الميسينية
من أواخر الفترة الهلادية (حوالي 1600-1050 قبل الميلاد تم اكتشاف العديد من أحرام الميسينية في اليونان.

### اليونان القديمة
امتدت فترة اليونان القديمة من حوالي 1600 قبل الميلاد إلى 27 قبل الميلاد، عندما تم دمج اليونان في الإمبراطورية الرومانية.
- المعابد اليونانية
- إليوسيس، دلفي، ديديما

### اليهودية
في اليهودية، مشكن، «كوخ» أو «خيمة»، ومعبد القدس، حيث تم دمج المشكن لاحقًا، هي أحرام تاريخية. بعد تدمير المعبد، يعد حائط البراق، وهو من بقايا المعبد، حرمًا مهماً اليوم. بالإضافة إلى ذلك، تابوت التوراة مع التوراة الموجودة فيه مقدس في كل كنيس. المدن الأربع المقدسة في اليهودية هي القدس والخليل وصفد وطبرية.

### المسيحية
في الكنيسة الكاثوليكية الرومانية، كانت المنطقة المحيطة بالمذبح الرئيسي تسمى سابقًا الحرم. يستخدم المصطلح اليوم لأماكن الحج وكنائس الحج.

### الإسلام

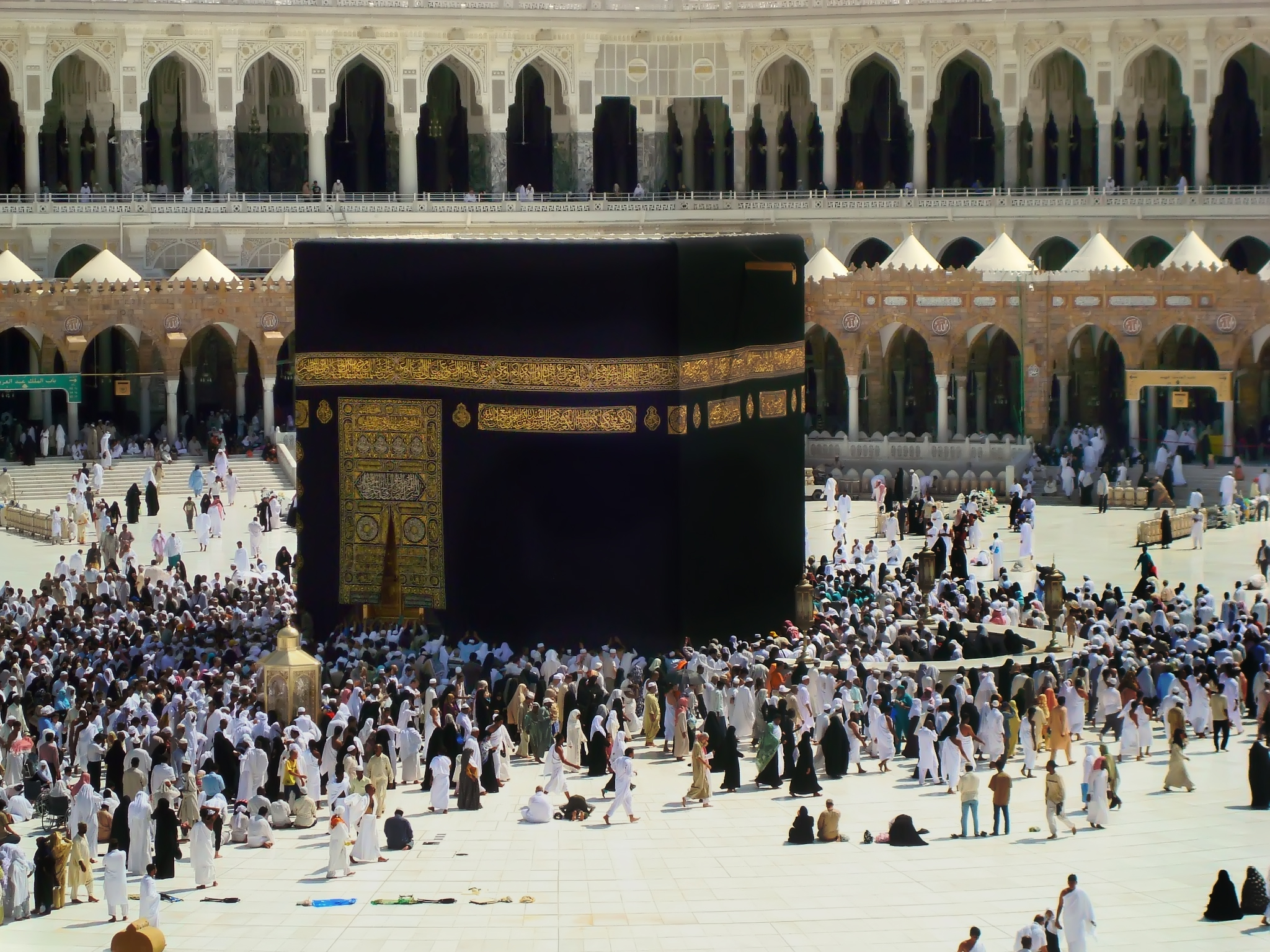
الكعبة

حرم الإسلام الأكثر شهرة هو مدينة مكة المكرمة والكعبة الموجودة فيها. كل من مكة والمدينة، ثاني أهم مدينة مقدسة في الإسلام، مقفلة بشكل عام أمام غير المسلمين كحرم. المقدسات الإسلامية الأخرى المعترف بها بشكل عام هي مدينة القدس والمسجد الأقصى وقبة الصخرة ، وكذلك الحرم الإبراهيمي وفيه مغارة مكفيلة في الخليل، المعروف أيضًا باسم قبر البطاركة
يرى الشيعة في أضرحة الأئمة من أسرة علي بن أبي طالب «الخليفة الشرعي للنبي محمد» أيضا على أنها أحرام. ومن الأمثلة على ذلك ضريح الإمام الحسين في كربلاء (العراق) أو ضريح الإمام رضا في مشهد (إيران). غالبًا ما يعتبر هذه التقديس القوي للإمام غير قويم للمسلمين الآخرين.

### بهائية
في الديانة البهائية، تعتبر المواضع الموجودة في المركز البهائي العالمي في حيفا مقدسة.

### الهندوسية
في المجمعات المقدسة في الديانة الهندوسيةفي المعبد الهندوسي - مثل شيخارا Shikhara في شمال الهند أو فيمانا Vimana في جنوب الهند - يمثل جبل ميرو مركز الكون في الهند كصورة لجبل العالم الأسطوري. في برج المعبد يوجد أكثر الأماكن مقدسة في المعبد، وهو غاربهاغريها Garbhagriha (حرفيا: «بيت حضن الأم»)، الذي له يشكل حجرة داخلية تشبه الكهف، غير المضاءة.
نهر الغانج، ثاني أكبر نهر في الهند وبنغلادش، هو نهر الهندوس الأكثر قداسة. اللينغام Linga هو رمز الإله الهندوسي شيفا.
في معابد بالي، يُقدس عرش بادماسانا Padmasana كحرم مميز.

### البوذية
- معبد ماهابودهي
- بوروبودور

### الدينالازتيك
- المعبد الكبير Templo Mayor

### أستراليا
في أستراليا، تعتبر أولورو حرمًا مهمًا للسكان الأصليين. حوله بعض الأساطير من وقت الحلم، والتي تشرح، من بين أشياء أخرى، مظهره.

## التعريف الأثري للأحرام
غالبًا ما يكون من الصعب تحديد الأماكن السابقة التي استخدمها الإنسان كأحرام. كأمور مساعدة تشكل السجلات المكتوبة وأسماء الأماكن وتصويرات العاديات واللقى الارضية. في أوروبا، على الرغم من وصف تاسيتوس عددًا من الأحرام، لم يتم التعرف على أي من هذه الأماكن حتى الآن. الأمر نفسه ينطبق على ما نقل عن الأحرام السلافية والاسكندنافية. تفسير أسماء الأماكن مثير للجدل. تصويرات الآثار التي يمكن تقييمها تبدأ فقط منذ نهاية العصر الإمبراطوري وخلال عصر الهجرة. وكقاعدة عامة، تبقى فقط اللقى الأثرية. في هذا السياق، تم تطوير ثلاثة معايير للحرم: 
- استمرارية المكان المقدس، والتي غالباً ما يتم الحفاظ عليها بعد تغيير الدين.
- الاكتشاف. لا يتم تخطيط الأحرام. يمكن أن تكون في أي مكان ولا يجب أن تكون مرتبطة بتكوينات المناظر الطبيعية الخاصة. لم تعد أسباب اختيار المكان قابلة للتحقق من الناحية الأثرية.
- ولكن في الغالب يتم تناول ما هو غير عادي، في الخصوصية طبوغرافية.

## أدبيات
- غونتر بيهم بلانك: الكهوف ملاذات آكلي لحوم البشر . لايبزيغ 2005، ردمك 3-928498-86-X
- كارستن كولب: الاحتمالات النظرية لتحديد المقدسات وتفسيرها في عصور ما قبل التاريخ وشبه التاريخ. في: هربرت Jankuhn (أد.): معابد ما قبل التاريخ وأماكن التضحية في وسط وشمال أوروبا. تقرير عن ندوة في راينهاوسن بالقرب من غوتنغن في الفترة من 14 إلى 16 أكتوبر 1968. أطروحات أكاديمية العلوم في غوتنغن، الفصل الدراسي التاريخي من الدرجة الثالثة رقم 74. غوتنغن 1970، ص 18-39.
- Angelika C. Messner / Konrad Hirschler (ed.): الأماكن المقدسة في آسيا وأفريقيا. مساحات القوة الإلهية والتبجيل البشري . Schenefeld / Hamburg 2006 (= آسيا وإفريقيا 11)، ردمك 3-936912-19-X

## هوامش
1. ↑  Joseph Jacobs, Judah David Eisenstein. "PALESTINE, HOLINESS OF:". الموسوعة اليهودية. مؤرشف من الأصل في 2019-05-23. اطلع عليه بتاريخ 18. November 2018. {{استشهاد ويب}}: تحقق من التاريخ في: |تاريخ الوصول= (مساعدة)
2. ↑  Colpe S. 31.